# Білий Холм (Калузька область)
Білий Холм (рос. Белый Холм) — присілок в Куйбишевському районі Калузької області Російської Федерації.
Населення становить 4 особи. Входить до складу муніципального утворення Присілок Високе.

## Історія
Від 2004 року входить до складу муніципального утворення Присілок Високе.

## Населення
| 2002 | 2010 |
| ---- | ---- |
| 7    | ↘4   |